# 633 TCN
633 TCN là một năm trong lịch La Mã.